# 川﨑祥吾
川﨑 祥吾（かわさき しょうご、2002年9月12日 - ）は、千葉県出身のオートバイレーサー。

## 経歴
6歳の時にポケバイを乗り始める。
2014年、ツインリンクもてぎで開催されたNSF100HRCトロフィー ジュニアチャンピオンシップで2位。
2015年、FIMアジア国別対抗ロードレースに出場し、総合1位。
2016年、アジア・タレント・カップに参戦し、ランキング8位。
2017年、筑波ロードレース選手権J-GP3クラスチャンピオン。
2018年-2019年、イタリアロードレース選手権 (CIV)SS300クラスに参戦。参戦2年目でランキング15位を記録。
2021年、スーパースポーツ世界選手権に参戦。
2022年、チーム・スピードアクションからイタリアロードレース選手権SS600クラスに参戦。マシンをカワサキからヤマハにスイッチする。
2023年、AXON-SEVEN TEAM CTBKに移籍。
2024年、イタリアロードレース選手権の他に、FIM世界耐久選手権に参戦するTeam Étoileの第4ライダーとして起用されることが発表された。

## 人物
- 日本体育大学荏原高等学校卒業。在学時に生徒会長を務めていた[7]。

## レース戦績

### スーパースポーツ世界選手権
- 凡例
- ボールド体のレースはポールポジション、イタリック体のレースはファステストラップを記録。

| 年     | マシン   | 1      | 1      | 2      | 2      | 3       | 3      | 4       | 4       | 5   | 5   | 6   | 6   | 7   | 7   | 8      | 8      | 9     | 9      | 10      | 10      | 11  | 11  | 12  | 12  | 順位 | ポイント |
| 年     | マシン   | R1     | R2     | R1     | R2     | R1      | R2     | R1      | R2      | R1  | R2  | R1  | R2  | R1  | R2  | R1     | R2     | R1    | R2     | R1      | R2      | R1  | R2  | R1  | R2  | 順位 | ポイント |
| ------ | -------- | ------ | ------ | ------ | ------ | ------- | ------ | ------- | ------- | --- | --- | --- | --- | --- | --- | ------ | ------ | ----- | ------ | ------- | ------- | --- | --- | --- | --- | ---- | -------- |
| 2021年 | カワサキ | SPA 18 | SPA 20 | POR 24 | POR 22 | ITA Ret | ITA 22 | NED DNS | NED DNS | CZE | CZE | SPA | SPA | FRA | FRA | SPA 24 | SPA 25 | SPA C | SPA 22 | POR DNS | POR DNS | ARG | ARG | INA | INA | NC   | 0        |